# Henry Knox
Henry Knox (ur. 25 lipca 1750 w Bostonie (Massachusetts), zm. 25 października 1806) – amerykański żołnierz i polityk.
W latach 1789–1794 pełnił funkcję pierwszego sekretarza wojny Stanów Zjednoczonych w gabinecie prezydenta George’a Washingtona.
Od jego nazwiska pochodzą liczne nazwy geograficzne w Stanach Zjednoczonych, między innymi Fort Knox, nazwy dziewięciu hrabstw, a także nazwa miasta Knoxville w stanie Tennessee.